# ㅱ
ㅱ(가벼운미음, 경미음, 여린미음, 순경음 미음)은 한글 낱자 ㅁ과 ㅇ을 쌓아 놓은 것이다. 입술 가벼운 미음 또는 가벼운 미음, 경미음이라고도 한다.

## 역사
ㅱ은 《홍무정운역훈》(1455)와 《사성통해》(1517) 등에서 중국어의 /w/를 표기하기 위해 쓰였다.
중세 한국어를 표기하는 데에는 ㅸ만이 쓰였고 ㅱ은 쓰이지 않았다.

## 코드 값
| 종류                  | 종류           | 글자   | 유니코드 | HTML     |
| --------------------- | -------------- | ------ | -------- | -------- |
| 한글 호환 자모        | 한글 호환 자모 | ㅱ     | U+3171   | &#12657; |
| 한글 자모 영역        | 첫소리         | ᄝᅠ     | U+111D   | &#4381;  |
| 한글 자모 영역        | 끝소리         | ᅟᅠᇢ     | U+11E2   | &#4578;  |
| 한양 사용자 정의 영역 | 첫소리         |     | U+F7AD   | &#63405; |
| 한양 사용자 정의 영역 | 끝소리         |     | U+F8B8   | &#63672; |
| 반각                  | 반각           | (없음) | (없음)   | (없음)   |

## 같이 보기
- 마름모 미음(◇)